# Sólarljóð
Sólarljóð es un poema en nórdico antiguo que es a veces incluida en algunas ediciones de la Edda poética debido a su gran cantidad de referencias a la mitología nórdica.
La autoría del poema en algunos manuscritos se imputao a Sæmundr fróði. En 83 estrofas de métrica ljóðaháttr se relata un sueño, en donde un padre muerto se contacta con su hijo desde el más allá. Las primeras siete estrofas no parecen tener relación con las que le siguen, las cuales hasta la 32 consisten mayormente en aforismos con ejemplos, algunos de los cuales son muy similares a los de Hávamál. En el resto del poema se recitan los últimos momentos de la enfermedad del supuesto orador, su muerte, y la escena en que su alma se dirige hacia su última morada, el reino de los muertos.
La composición exhibe una extraña mezcla de cristianismo y paganismo nórdico, de donde se puede apreciar que al parecer la religión del escaldo se encontraba en un estado de transición. De las alusiones al paganismo, en su mayor parte son hacia personas y acciones de las cuales no hay trazas en la mitología odínica por lo cual probablemente sean fruto de la propia imaginación del poeta. El título del poema se da en la estrofa final, y no deja dudas de que deriva de sus alusiones al Sol por el comienzo de las estrofas 39-45, las cuales todas comienzan con Sól ek sá ... "El Sol yo vi ...".